# Си, Лиза
Лиза Си (род. 18 февраля 1955, в Париже, Франция) — американская писательница-историк, биограф, публицист и общественный деятель.
Её прадед с отцовской стороны был китайцем, что в значительной степени определило её судьбу.
В 2010 г. роман Лизы Си «Девушки из Шанхая» вошёл в список бестселлеров газеты New York Times. Романы «Девушки из Шанхая» и «Снежный цветок и заветный веер» были отмечены в почетном списке книг Азиатско-Тихоокеанской американской премии по литературе.
Романы Лизы Си «Цветочная сеть», «Интерьер» и «Кости дракона» входят в детективную серию «Красная принцесса». Романы «Снежный цветок и заветный веер» и «Влюбленная Пион» рассказывают о китайских женщинах в XIX и XVII веках соответственно. Романы «Девушки из Шанхая» и «Сны Джой» посвящены двум сестрам-китаянкам, которые эмигрировали в США и столкнулись с антикоммунистической истерией, царившей в Америке в 1950-х годах Роман «Китайские куколки» — это рассказ о жизни артистов, выступавших в китайских ночных клубах в США в 1930-40 годы. Роман «Чайная девочка с Хаммингберд-лейн» — о китайских матери и дочери из маленького народа акха, разлученных из-за строгих традиций, где их история переплетается с историей популяризации чая пуэр в 1990х-2000х годах.
Первые романы Лизы Си были написаны в соавторстве с матерью, Каролин Си, и Джоном Эспи под псевдонимом «Моника Хайлэнд». В данную серию вошли три книги: «Земля лотоса» (1983), «Шанхайская дорога, 110» (1986) и «Привет из Южной Калифорнии» (1988). Лиза Си также написала рассказ «Поминальный обед» для «Half and Half».
Лиза Си передала свои личные бумаги за период 1973—2001 года в Калифорнийский университет в Лос-Анджелесе.

## Биография
Лиза Си родилась в Париже 18 февраля 1955 году, но большую часть жизни прожила в Лос-Анджелесе, в том числе и в его китайском квартале. Её мать, Каролин Си, также была писательницей. Лиза окончила Университет Лойола Мэримаунт в 1979 году.
В 1983—1996 гг. Лиза Си работала корреспондентом газеты «Publishers Weekly», а также писала статьи для журналов «Vogue», «Self» и «More». Она написала либретто для оперы, основанной на её книге «На холодной горе» и приняла участие в создании Семейной галереи в музее «Autry Museum», которая посвящена Лос-Анджелесу 1930-х годов — каким его увидел её отец семилетним мальчиком. Её выставка «На холодной горе. Опыт американцев китайского происхождения» проходила в «Autry Museum of Western Heritage» и Смитсоновском институте. Лиза Си также часто выступает в качестве спикера и лектора.
Си пишет статьи и принимает участие во всевозможных культурных мероприятиях, посвященных истории Лос-Анджелеса и его китайского квартала. В 2001 году организация американцев китайского происхождения назвала её «женщиной года», а в 2003 году Китайско-американский музей присвоил ей награду «Созидатель истории». Лиза Си является уполномоченным города Лос-Анджелес.

## Экранизации
В 2011 году кинокомпанией Searchlight Pictures по роману «Снежный цветок и заветный веер» был снят одноименный фильм с Чон Джихён, Ли Бинбин и Хью Джекманом в главных ролях.

## Материалы
- Fenby, Jonathan. Modern China. New York: HarperCollins Publishers (2008).
- Gifford, Rob. China Road: A Journey into the Future of a Rising Power. New York: Random House Trade Paperbacks (2007).
- Liu, Xian. «Lisa Lenine See». In Asian American Novelists: A Bio-Biblical Critical Sourcebook, pp. 323—331. Ed. Nelson, Emmanuel S. Westport, CT: Greenwood Publishing Group Inc. (2000).
- Pan, Philip P. Out of Mao’s Shadow. New York: Simon and Schuster (2008).
- See, Carolyn. Dreaming: Hard Luck and Good Times in America. Los Angeles: University of California Press (1996).